# اقتصاد الإنترنت
اقتصاد الإنترنت Internet Economy يشير إلى ممارسة الأعمال التجارية في الأسواق من خلال البنية التحتية التي تقوم على شبكة الانترنت والشبكة العالمية. الإنترنت تختلف عن الاقتصاد التقليدي والاقتصاد في عدد من الطرق، بما في ذلك : الاتصالات، وتجزئة السوق، وتوزيع التكاليف والأسعار.
ضمن اقتصاد الإنترنت هناك مستوى لتداول الأعمال، إما بين الشركات بعضها البعض (B-B) أو ضمن مواقع الشركات نفسها المنتشرة عالمياً، أو بين الشركات والحكومات، أو بين الشركات والمستهلك (B-C). هذه التداولات المالية والتجارية ولدت ما يطلق عليه الأعمال الإلكترونية e-Business في قطاع الأعمال. وضمن هذه الأعمال الإلكترونية كما ذكرنا هناك عمليات التجارة الإلكترونية e-commerce وعمليات التسوق الإلكتروني e-Shopping في القطاع الاستهلاكي. وهذه التداولات جميعها تتضمن عمليات مالية/مصرفية أدت إلى انتشار ما يسمى بالأعمال المصرفية على الشبكة online banking وكذلك التعامل مع المصارف من خلال الحاسوب المنزلي و internet-banking أو اختصاراً e-banking أو الأعمال المصرفية الإلكترونية.
اقتصاد الإنترنت لم يمتلك بعد أدوات فاعلة ومتفق عليها للقياس والتحليل والمتابعة مثلما هو متبع في قطاعات الاقتصاد التقليدي الأخرى كالاقتصاد الزراعي والصناعي والسياحي وغيرها, ومرجع ذلك أنه ـ كما سبق القول ـ لا يزال اقتصادا حديثا في طور النشأة والتبلور ولم يظهر علي الساحة إلا منذ سنوات قليلة.
غوش (1998) ينص على أن الشركات لا يمكن تجنب اقتصاد الإنترنت.